# Kazamaura
Kazamaura (jap. 風間浦村 Kazamaura-mura) – wieś w Japonii, na wyspie Honsiu, w prefekturze Aomori. Według danych na rok 2020 miejscowość zamieszkiwało 1 636 mieszkańców , a gęstość zaludnienia wyniosła 23,5 os./km².